# Phytosciara subungulata
Phytosciara subungulata är en tvåvingeart som beskrevs av Werner Mohrig och Menzel 1994. Phytosciara subungulata ingår i släktet Phytosciara och familjen sorgmyggor. Inga underarter finns listade i Catalogue of Life.